# Ica Banken
ICA Banken AB är ett svenskt bankaktiebolag som erhöll oktroj för att bedriva bankverksamhet från Finansinspektionen år 2001. ICA Banken ägs av ICA Gruppen AB och är en av de tjugo största svenska affärsbankerna.

## Historik
Efter den svenska finanskrisen luckrades reglerna upp för att etablera nya banker i Sverige. Den politiska målsättningen med detta var att öka konkurrensen på bankmarknaden, och det blev möjligt för bland annat försäkringsbolag att starta och driva bankrörelse.
I början av 2000-talet hade livsmedelskedjorna Ica och Coop båda planer på att starta bankverksamhet. Grunden för den planerade verksamheten utgjordes av de respektive sparkassor som bägge kedjorna drev i anslutning till sina kundkort. Begränsningen låg bland annat i att en sparkassa vid den tiden endast fick ta emot inlåning på 15 000 kronor, inte kunde ge någon garanti för insatt belopp och att anslutna kort i princip endast kunde användas i de egna butikerna. I maj 2001 blev Ica Banken först ut av detaljhandelskedjorna att starta sin bankverksamhet.
Efter att ha gått med förlust under flera år så uppnådde Ica Banken för första gången ett positivt helårsresultat år 2006. Rörelseresultatet blev 12 miljoner kronor och man hade 285 000 aktiva kunder.
Den 22 december 2020 meddelade Ica Banken och Forex Bank att de ingått ett avtal om att Ica Banken ska förvärva Forex Banks inlånings- och utlåningsportföljer. Överlåtelsen av portföljerna genomfördes den 17 maj 2021 och innebar att Ica Banken övertog cirka 235 000 kunder från Forex Bank.

## Verksamhet
Ica Banken är en nischbank i huvudsak inriktad mot privatkunder som erbjuder olika bankkort, lönekonto, bolån, lån utan säkerhet, sparande i fonder och försäkringar. Ica Banken har inga fysiska bankkontor, men man kan sätta in och ta ut pengar de i flesta Ica-butiker. Andra bankärenden kan göras via icabanken.se, deras appar och telefon. Ica Banken har sitt huvudkontor i Solna och sitt kundcenter i Borås.

### Uttagsautomater

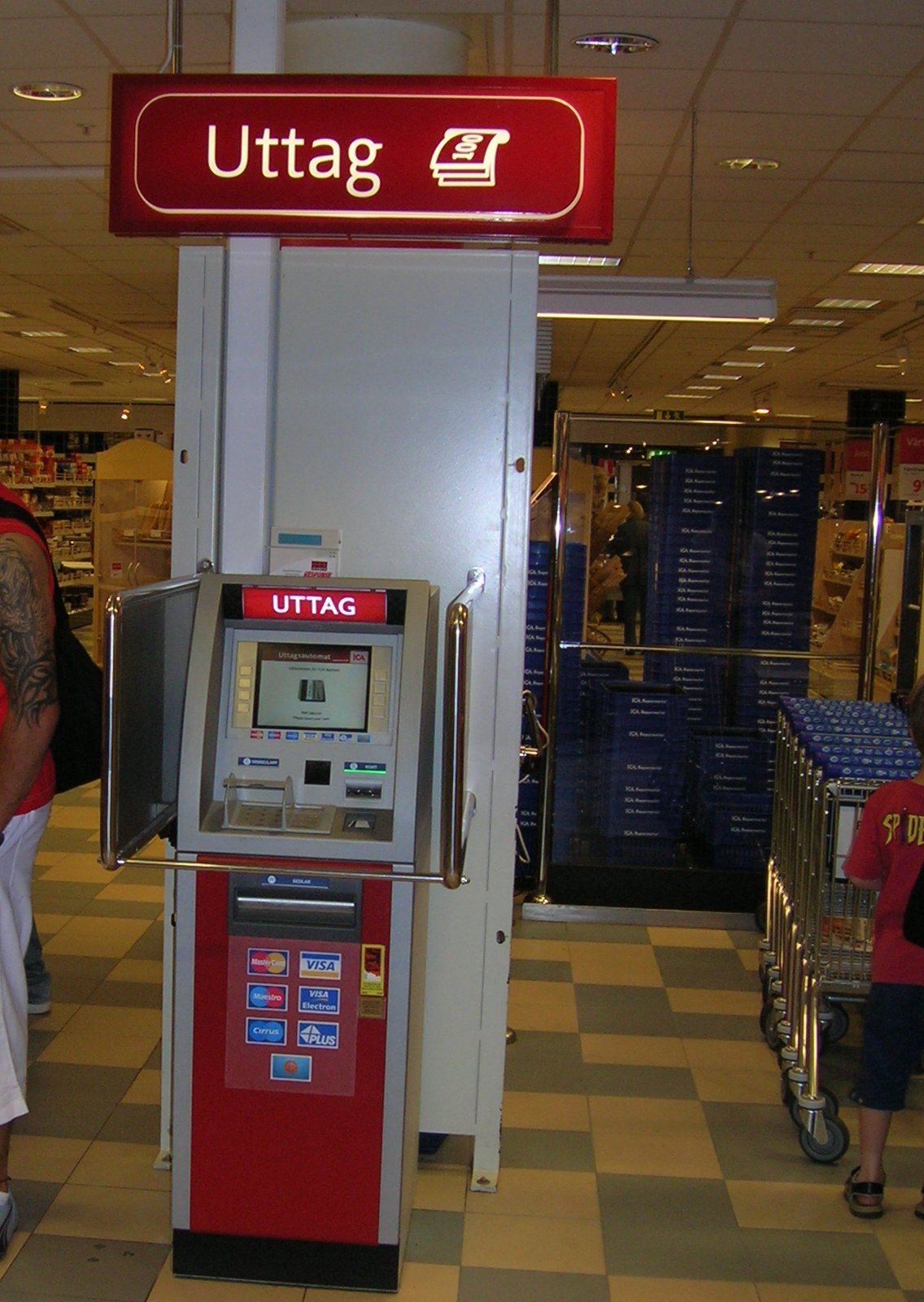
Uttagsautomaten vid Ica Supermarket Ringen, Ringens köpcentrum, Skanstull, Stockholm.

Ica Banken driver cirka 260 stycken uttagsautomater för kontantuttag (per november 2021), där de första lanserades i slutet av 2003. De är i första hand en service till Icas kunder och är ofta placerade i anslutning till Ica-butiker. I automaterna kan bland annat alla Mastercard- och Visa-kort användas.

### Bolån
Inledningsvis skedde Ica Bankens bolåneverksamhet i samarbete med SBAB, men i november 2019 avslutades det samarbetet. Istället förvärvade Ica Banken tillsammans med Ålandsbanken, Ikano Bank och Söderberg & Partners aktierna i Borgo AB. I Borgo etablerade man sedan ett gemensamt hypoteksbolag. I februari 2022 anslöt även Sparbanken Syd till samarbetet.

### Fonder
Utöver att erbjuda aktie- och räntefonder från externa fondbolag började Ica Banken även erbjuda fonder under eget namn i november 2012. Fonderna förvaltades ursprungligen av Catella Fondförvaltning men genom ett förvärv tog Case Group över förvaltningen i april 2022.

### Försäkringar
ICA Banken började sälja försäkringar i oktober 2015 via det helägda dotterbolaget ICA Försäkring AB. Man erbjuder bl.a. hemförsäkringar, bilförsäkringar, personförsäkringar och djurförsäkringar.